# Walki o Busko-Zdrój
Walki o Busko-Zdrój – starcie zbrojne mające miejsce 13 stycznia 1945 między oddziałami Armii Czerwonej i Wehrmachtu, zakończone ostatecznym zdobyciem Buska-Zdroju przez czerwonoarmistów, co było równoznaczne z zakończeniem w mieście i okolicy władzy reżimu III Rzeszy.

## Przebieg działań bojowych
Pierwsza próba zdobycia Buska-Zdroju miała miejsce latem 1944 roku w czasie walk toczonych na przyczółku baranowsko-sandomierskim. Dokonały tego bez walk oddziały Armii Krajowej i Batalionów Chłopskich oraz pancerna czołówka Armii Czerwonej, gdyż Niemcy wycofali się z Busko-Zdroju w stronę Pińczowa. Doszło jedynie do kilku potyczek z oddziałami partyzanckimi w podbuskich miejscowościach, 31 lipca pod Zwierzyńcem i 4 sierpnia 1944 roku pod Skorzowem.
Do Buska-Zdroju wspomniane oddziały Armii Krajowej i Batalionów Chłopskich (kwaterujące w lasach obok wsi Janina) wspierane przez czołówkę pancerną Armii Czerwonej wkroczyły 6 sierpnia 1944 roku od strony Widuchowej. Pomimo, że Busko i okolica była opanowana do 14 sierpnia 1944 roku przez partyzantów i oddział Armii Radzieckiej, w przypadkowym spotkaniu z patrolem niemieckim składającym się z dwóch pojazdów pancernych w okolicy Elżbiecina 9 sierpnia 1944 roku poległ st. sierż. Szczepan Koruba, dowodzący plutonem w oddziale Batalionów Chłopskich. W wyniku przeciwuderzenia wojsk niemieckich 14 sierpnia 1944 roku władza reżimu III Rzeszy znów wróciła do Buska-Zdroju. Czołówka radziecka została zmuszona do opuszczenia Buska i powrotu na przyczółek a oddziały partyzanckie do przejścia do konspiracji.
Druga i ostateczna próba zdobycia Buska-Zdroju miała miejsce w czasie ofensywy która ruszyła 12 stycznia 1945 roku.
Po przełamaniu głównego pasa niemieckiej obrony w okolicy Stopnicy i Smogorzowa 33 Gwardyjski Korpus Strzelecki rozwinął natarcie na Busko-Zdrój. Wspomnianym Korpusem należącym do 5 Gwardyjskiej Armii dowodził gen. por. Nikita Lebiedienko.
Busko-Zdrój przez dowództwo wojsk niemieckich zostało przekształcone w silny punkt obrony, którego broniły pododdziały XXXXVIII Korpusu Pancernego należącego do 4 Armii Pancernej Grupy Armii A.
Próba zdobycia miasta z marszu przez 33 Gwardyjski Korpus Strzelecki nie powiodła się. Atak wznowiono więc 13 stycznia 1945 roku o godzinie 8 00 po dwudziestominutowym przygotowaniu artyleryjskim. Od czoła, na miasto uderzyła 9 Gwardyjska Dywizja Powietrznodesantowa dowodzona przez płk. Jefima Gołuba. Z kolejnych kierunków zaatakowała 14 Dywizja Strzelecka dowodzona przez gen. mjr. Wikientija Skryganowa i pododdziały 32 Gwardyjskiego Korpusu Piechoty dowodzonego przez gen. por. Aleksandra Rodimcewa. Okrążenie miasta nastąpiło o godzinie 11 00 a decydujący szturm na Busko nastąpił o godzinie 12 30. Po około pięciu godzinach walk miasto zostało zdobyte. W walkach szczególnie wyróżnił się 28 Pułk Powietrznodesantowy dowodzony przez mjr. Wasyla Łaziebnikowa.

## Upamiętnienie
W okresie Polski Ludowej na rynku w Busku-Zdroju wzniesiono Pomnik Wdzięczności Armii Radzieckiej poświęcony poległym w czasie walk latem 1944 roku i w czasie ofensywy styczniowej która ruszyła 12 stycznia 1945 roku.